# Быдреевка
Быдре́евка — село в составе Шалдежского сельсовета городского округа Семёновский Нижегородской области России.
Село располагается на левом берегу Керженца и является одним из популярных мест начала сплава по реке.
В ноябре 2008 года началось восстановление Крестовоздвиженской церкви, являющейся подворьем Крестовоздвиженского монастыря. Освящение церкви состоялось 6 мая 2010 года.